# Брагилевский, Евгений Лазаревич
Брагилевский Евгений Лазаревич (17 августа 1932) — советский и российский инженер, учёный, начальник лаборатории, заведующий отделом ВНИИЭлектропривод, директор научно-производственного центра (НПЦ) ОАО «Электропривод», начальник отдела ООО «Электропром», кандидат технических наук.

## Биография

### Ранние годы
Родился 17 августа 1932 года в Москве.
В 1941 году вместе с матерью он был отправлен в эвакуацию в село Булгаково Державинского района Чкаловской области (ныне Бузулукский район Оренбургской области России).
Осенью 1944 года Брагилевский вернулся в Москву, окончил 7 классов, после чего в 1947 году поступил в Московский электромеханический техникум имени Л. Б. Красина (ныне «Московский техникум креативных индустрий им. Л. Б. Красина»).
В 1951 году он успешно завершил обучение в техникуме по специальности «техник-инструментальщик» и был направлен на Электромашиностроительный завод в город Томск, где занимал должность мастера в инструментальном цехе. В этом же году, до переезда в Томск, он начал обучение во Всесоюзном заочном политехническом институте. Позже в Томске он перевёлся на энергетический факультет Томского политехнического института.
Осенью 1952 года Брагилевский был призван в армию и направлен в учебный отряд подводного плавания (в/ч 25151) в город Владивосток. В 1953 году он служил на крейсере «Лазарь Каганович» (в/ч 40001) в должности командира радиолокационной станции воздушного наблюдения (РЛС) «Гюйс-2» и старшины второй статьи. В 1955 году он успешно сдал экзамены на офицера запаса и был демобилизован в апреле 1956 года.

### Профессиональный путь
В мае 1956 года Брагилевский поступил на работу в Центральное конструкторское бюро (ЦКБ) «Электропривод» на должность старшего техника.
В том же году он продолжил обучение в Московском энергетическом институте (МЭИ) на втором курсе вечернего отделения факультета «Автоматика и телемеханика» и закончил его в 1961 году.
В 1963 году ЦКБ «Электропривод» было переименовано во Всесоюзный научно-исследовательский институт (ВНИИ) «Электропривод», а в 1993 году преобразовано в ОАО «Электропривод».
В разные годы Брагилевский занимал различные должности, включая должности начальника лаборатории, заведующего отделом (1992 год), директора НПЦ 17 (с 1 января 1995 года), и начальника отдела в НПЦ 46 (с 1 января 2001 года).
Для организации пуска промышленного телевидения на слябинге и стане 1700 дважды направлялся в командировку в город Галац, Румыния (в период с декабря 1968 года по июнь 1969 года и с сентября 1971 года по окрябрь 1972 года)
12 мая 1982 года Брагилевский защитил диссертацию по теме «Исследование и разработка электроприводов с фотоэлектрическим управлением для автоматизации производственных процессов». 17 октября 1982 года ВАК присвоил ему звание кандидата технических наук.
В 1989 году ему было присвоено звание «Научный сотрудник».
С 1 октября 2004 года Брагилевский работал начальником отдела качества и метрологии в ОАО «Электропривод», а с 1 июля 2010 года он занимает аналогичную должность в ООО «Электропром».

### Работа во ВНИИЭлектропривод, ОАО «Электропривод» и ООО «Электропром»

#### Разработка и внедрение электроприводов для систем термической резки, дефектоскопии и сварки
Брагилевский начал свою трудовую деятельность в ЦКБ «Электропривод» в мае 1956 года на должности старшего техника в Центральной научно-исследовательской лаборатории (ЦНИЛ) под руководством начальника отдела, кандидата технических наук, Меламеда Л. Р.
Первой значимой работой Брагилевского стала разработка электропривода для сварки шва при изготовлении спирально свариваемых труб на Ждановском металлургическом заводе (ныне Мариупольский металлургический комбинат имени Ильича). Фотодатчик отслеживал линию, нанесённую параллельно одному краю зазора свариваемой трубы, и электропривод направлял сварочный электрод в зазор между листами, автоматически сваривая их.
В период с 1961 по 1963 год Брагилевский работал над дефектоскопией стального листа на Запорожском металлургическом заводе (ныне ПАО «Запорожсталь»). Телевизионная камера обнаруживала побежалости, трещины и другие дефекты на прокатываемом листе, передавая оператору информацию для принятия мер, что позволяло поставлять заказчику листы более высокого качества.
Институт проектировал и поставлял электрооборудование для блюминга 1300 на Криворожском и Челябинском металлургических комбинатах, а также для слябинга 1150 и листового стана горячей прокатки 1700 в городе Галац, Румыния.
На этих станах устанавливалось промышленное телевидение с 20-30 телевизионными камерами для помощи операторам. На постах управления (5-10 постов) устанавливалось по нескольку мониторов, показывающих технологический процесс от выхода металла из печи до сматывания в рулоны. Операторы могли видеть процесс на мониторах и принимать необходимые решения.
Техническая сложность этих работ, особенно при вводе в эксплуатацию, заключалась в размещении телевизионного оборудования в отдельной аппаратной. Длина станов превышала два километра, и расстояние от аппаратной до передающих телевизионных камер и мониторов было значительным. Телевизионные кабели прокладывались в кабельных каналах параллельно с силовыми кабелями, через которые проходили большие токи. Необходимо было исключить появление помех. Брагилевский занимался проектированием и запуском промышленного телевидения на этих станах.
Специальные технические решения позволили обеспечить работу камеры, следящей за перемещением слябов в печи с температурой более 3000 градусов.
Одной из технически сложных работ Брагилевского была разработка следящих электроприводов с фотоэлектрическим управлением для машин термической резки (МТР). Фотоэлектрическая следящая система (ФСС) обеспечивала автоматический обход контура детали, заданного копир-чертежом или шаблоном, установленным на механизме, обеспечивающем вырезку детали в требуемом масштабе.
Широкое распространение получили машины термической резки (МТР), производящие автоматическую вырезку деталей из листового металла газовым, плазменным или лазерным резаком в масштабах 1:1, 1:2, 1:5 и 1:10. Ранее этими работами занимались ВНИИАвтогенмаш, Москва, завод «Автогенмаш» (ныне «Кислородмаш»), Одесса и другие.
В ЦКБ Электропривод и ВНИИЭлектропривод изначально этими проектами занимались Меламед Л. Р. (машина МДФКС — газорезательный автомат с масштабной дистанционной фотоэлектрической копировальной системой управления) и Бадин К. Д. (машина МГФКА — масштабный газорезательный фотокопировальный автомат). В дальнейшем этими работами занимался Брагилевский.
Сложность задачи создания ФСС заключалась в обеспечении высокой точности вырезаемых деталей при высокой скорости резки и размерах деталей от 10 до 10000 мм. В 1962 году Севмашпредприятие запустило пять машин МГФКА (Масштабный газорезательный фотокопировальный автомат), оснащённых ФСС, разработанной ЦКБ Электропривод. ФСС обеспечивала скорость резки до 1 м/мин и вырезку деталей в масштабе 1:10. Впервые в судостроительной промышленности СССР эти машины были встроены в поточную линию изготовления деталей кораблей.
Брагилевский принимал непосредственное участие в наладке и запуске этих машин, которые без нареканий работали свыше 35 лет. Строительство первой в мире атомной подводной лодки с корпусом из титановых сплавов потребовало создания и внедрения новых технологических процессов и проектирования средств технологического оснащения.
В 1966 году была изготовлена и сдана в эксплуатацию первая в СССР машина термической резки (МТР) «Север», обеспечивающая скорость резки листового металлопроката до 4 м/мин. Масштабы работы 1:2 и 1:10.
МТР «Север» разрабатывался во ВНИИЭлектропривод в лаборатории Брагилевского, где позже разрабатывались и электроприводы МТР «Двина».
В 1967 году МТР «Север», первая в СССР газорежущая машина с числовым программным управлением, была продемонстрирована на этом заводе генеральному секретарю ЦК КПСС Л. И. Брежневу и председателю Совета Министров СССР А. Н. Косыгину.
НОВОСТИ НАУКИ И ТЕХНИКИ
АВТОМАТ «СЕВЕР»
Из стен всесоюзного научно-исследовательского института по электроприводу вышла новинка — газорезательный автомат «Север» с фотоэлектрическим и программным управлением...
На столик аппарата укладывается чертеж сложной детали для корпуса крупного корабля. «Фотоглаз», читая чертеж, дает команду газовому резаку, который с большой точностью вырезает из листовой стали соответствующую форму.

Автомат «Север» по сравнению с ранее применявшимися устройствами в 3-4 раза ускорил резку деталей, значительно повысил их точность."Правда" №99 (17781), 9 апреля 1967 г.
В 1968—1972 годах были изготовлены ещё две машины «Север», которые обеспечивали программу строительства атомных подводных лодок в течение 24 лет.
МТР «Север» впервые в СССР обеспечивала скорость резки 4000 м/мин, оснащалась устройством автоматического торможения на участках контура с большой кривизной линии (острые и прямые углы), привод командоаппарата был выполнен на шаговых двигателях, а импульсные датчики перемещения устанавливались на выходном валу редуктора.
В 1971 году были изготовлены три МТР «Двина» с фотоэлектрическим управлением, работавшие в масштабах 1:2, 1:5 и 1:10, а также «Телерекс-Двина». На МТР «Двина» впервые в СССР были установлены транзисторные электроприводы, а датчики обратной связи выполнены на оптронных парах.
Руководство Севмашпредприятия отметило, что на заводе произошла техническая революция, обеспечившая переход от ручной вырезки деталей корпуса корабля к автоматической вырезке с помощью МТР с фотоэлектрическим управлением МГФКА, «Север» и «Двина».
| Наименование изделия                       | Назначение | Масштаб копирования | Рабочая скорость, мм\мин                      | Ошибка, мм | Размер изготавливаемого изделия, мм |
| ------------------------------------------ | --- | ------------------- | --------------------------------------------- | ---------- | ----------------------------------- |
| МТР «Север» с ФСС                          | Резка листового металлопроката. Два листа | 1:10, 1:2           | 4000                                          | ±1         | 2500х10000 500х2000                 |
| МТР «Север» с программным управлением      | Резка листового металлопроката. Два листа | 1:10, 1:2           | 4000                                          | ±0,5       | 2500х10000 500х2000                 |
| МТР «Двина»                                | Резка листового металлопроката Один лист | 1:10, 1:5, 1:2      | 1600 1600 800                                 | ±1         | 2500х12000 2500х6000 1000х2400      |
| «Мерефа»                                   | Устройство для контроля теплового режима интегральных схем путём перемещения инфракрасного радиометра по двум координатам над столом с закреплённой на нём платой с интегральными схемами. Фотодатчик следил за линией, определяющей траекторию движения над установленными на плате микросхемами.  | 1:1                 | 500                                           | ± 0,1      | 250х250                             |
| ЭКС                                        | Станок для электроэрозионной обработки металлов из тугоплавких сталей. Работает по краю линии копир-чертежа. Оснащён ФСС с адаптивным регулятором, позволяющим оптимизировать скорость резания в функции свойств разрезаемого металла.                                                              | 10:1,30:1 50:1      | 3                                             | 0,005      | 60х84                               |
| Высечные ножницы                           | Устройство предназначено для вырубания деталей различной конфигурации из тонкого стального листа (жести). Размер минимального внутреннего радиуса изделия определяется диаметром вырубного пуансона. Контур вырубаемых деталей задавался копир-чертежом. Оснащены электроприводом «Двина»           | 1:10, 1:5 1:2       | 1600 1600 800                                 | ±1         | 2500х12000 2500х6000 1000х2400      |
| Электропривод стана спиральной сварки труб | Электропривод предназначен для наведения сварочного электрода на стык листов свариваемой трубы стана спиральной сварки труб. Устройство оснащено однокоординатной ФСС, работающей в следящем режиме по оси риски, нанесённой параллельно кромке листа или по контрастной линии, нанесённой краской. | 1:1                 | 3600 (поступательная скорость движения трубы) | ± 0.5      | Длина трубы                         |

#### Масштабные государственные проекты и серийное производство
Технический уровень и качество работ ВНИИЭлектропривод позволили правительству привлечь его к более масштабным работам. Постановлениями Совета Министров СССР от 2 декабря 1975 года № 979, от 21 мая 1980 года № 122, постановлением ГК СМ от 27 декабря 1977 года № 542, а также приказом Министерства электротехнической промышленности СССР от 21 мая 1980 года № 244 были сформулированы задачи разработать и организовать серийное производство фотоэлектрических следящих систем (ФСС) на специализированных заводах вместо индивидуального и мелкосерийного производства.
В 1979 году, впервые в СССР, на заводе Электроавтоматика в городе Ставрополь было организовано серийное производство электроприводов типа «Москва», предназначенных для оснащения портально-консольных машин термической резки (МТР) типа УПЛ-1.6.2ф, разработанных ВНИИАвтогенмаш, Москва. Было изготовлено более 500 комплектов этих электроприводов. Брагилевский был ответственным исполнителем.
Машины предназначены для вырезки деталей любой конфигурации из различных металлов. ФСС работает по краю линии контурного копир-чертежа в масштабе 1:1 и обеспечивает автоматический ввод в режим слежения, прохождение в полуавтоматическом режиме мест пересечения, а также ручное управление механизмом для перемещения в любую точку. Максимальная поправка на ширину реза составляет ±6 мм, точность копирования — ±0.5 мм. Габариты разрезаемых листов — 2000×800 мм, рабочая скорость — от 100 до 4000 мм/мин. МТР УПЛ-1.62Ф изготавливались на заводе «Автогенмаш», Кировакан (ныне Ванадзор).
Следующей работой Брагилевского по выполнению постановления Совета Министров СССР была разработка и организация производства электроприводов с ФСС для портальных машин термической резки ПКФ 2,5-6 (портально-кислородная, фотокопировальная) и ППлФ 2.5-6 (портально-плазменная, фотокопировальная). Машины оснащались ФСС типа «Ставрополь 1» и «Ставрополь 2», которые работали по оси и краю линии копир-чертежа.
Машины предназначались для вырезки деталей любой конфигурации из листов различных сталей и обеспечивали скорость резки от 50 до 6000 мм/мин при точности ±0,5 мм. Габариты вырезаемых листов составляли 3500×10000 мм. При разработке комплектных электроприводов была решена задача использования типовых узлов в различных устройствах. Это блоки формирования управляющих импульсов, регуляторы, приводы подачи, блоки питания и пускозащитная аппаратура. Выполнение схем приводов на типовых узлах позволило сократить время проектирования, наладки и испытаний, уменьшить номенклатуру узлов в производстве и упростить обслуживание на объектах. Электроприводы проектировались на базе блочной унифицированной конструкции (БУК), габаритно-установочные размеры которой соответствовали рекомендациям Международной электротехнической комиссии (МЭК). Подтверждённый годовой экономический эффект от внедрения этих электроприводов в 1985 году составлял многие миллионы рублей.
Большую работу по подготовке производства этих электроприводов выполнили СКТБ ПТ, завод «Электроавтоматика», Ставрополь, завод «Автогенмаш», Кировакан (ныне Ванадзор), и завод «Автогенмаш» (ныне «Кислородмаш»), Одесса. В процессе разработки ФСС было принято много новых технических решений. Были разработаны неповоротные фотоголовки (фотодатчики) (фотодатчик ФСС «Москва»), структуры ФСС, обеспечивающие инвариантность к изменению параметров объектов в широких пределах, и отказ от индивидуальной настройки регуляторов электроприводов под каждый типоразмер механизма. Была использована инженерная методика расчёта координатных электроприводов при ограниченных возможностях электродвигателей, а также новые типы ФСС, позволяющие увеличить скорость и точность копирования и обеспечивать получение эквидистантных кривых в фазоимпульсных системах с непосредственным отсчётом и неповоротной фотоголовкой, работающей по оси и краю линии копир-чертежа.
Были определены требования к жёсткости механической части МТР и найдены решения повышения точности при работе на больших скоростях на участках контура с повышенной кривизной. Осуществлялось автоматическое снижение скорости и «фиксация» вершин углов. Скорость копирования была увеличена в шесть раз за счёт использования тиристорных и транзисторных электроприводов при одновременном повышении точности. Расширены технологические возможности ФСС: обеспечено прохождение разрывов и пересечений в автоматическом и полуавтоматическом режимах, остановка на конце линии по окончании контура, работа по линиям постоянной и меняющейся ширины. Была предложена трёхмерная ФСС, работающая по тому же чертежу. Обеспечено проектирование ФСС на базе типовых функциональных узлов.
Главной заслугой Брагилевского стала разработка и организация серийного производства фотоэлектрических следящих систем (ФСС) на электротехнических предприятиях на техническом уровне, не уступающем, а в некоторых аспектах и превосходящем зарубежные аналоги. Параллельно с работами по разработке ФСС, в лаборатории и отделе, возглавляемом Брагилевским, велись и другие масштабные работы.
| № | Тип изделия, изготовитель Электропривода                                               | Назначение и характеристика изделия |
| - | -------------------------------------------------------------------------------------- | --- |
| 1 | ТПР ТПН ТПЕ Завод «Электроавтоматика», Ставрополь                                      | Реверсивные (ТПР) и нереверсивные (ТПН) тиристорные электроприводы постоянного тока на токи 10 и 25 А. ТПЕ — стабилизатор напряжения на токи 10 и 25 А. Эти электроприводы предназначены для использования в станках, в том числе с числовым программным управлением, и в других механизмах, требующих современных электроприводов. Они обеспечивают диапазон регулирования скорости 10000 (отношение максимальной скорости к минимальной) и построены по схеме подчинённого регулирования. В их состав входили контуры тока, скорости и положения. При таком количестве выпускаемых электроприводов и большом числе исполнительных механизмов, где они использовались, невозможно на заводе-изготовителе обеспечить фиксированную настройку регуляторов для получения оптимального качества приводов. Поэтому эти электроприводы включали в свой состав адаптивные регуляторы (АР), позволяющие обеспечить устойчивость, оптимальную настройку, а при необходимости и предельное быстродействие в условиях изменения параметров и характеристик электромеханического объекта. Они компенсируют изменения электромеханической постоянной (Тм) в 10 раз, изменения электромагнитной постоянной (Тэ) в 10 раз и расстройку регуляторов в 5 раз. АР построен по принципу самонастраивающейся системы с эталонной моделью и сигнальной адаптацией. В последние годы выпуска этих электроприводов изготавливали более 5000 штук в год. |
| 2 | Тиристорный преобразователь типа ТП-3 Завод «Электроавтоматика», Ставрополь            | Тиристорный преобразователь предназначен для управления асинхронным электродвигателем и обеспечивает работу асинхронного электродвигателя на трёх фиксированных скоростях, соответствующих 15, 37.5 и 50 Гц. Использовался в приводах подъёмных кранов и других механизмах. |
| 3 | ПБР ПБН ПБН-1 Машиностроительный завод, Ульяновск                                      | Пускатель бесконтактный реверсивный (ПБР) и нереверсивный (ПБН) выполнены на тиристорах и предназначены для плавного пуска асинхронных электродвигателей с токами 0,5; 1.0; 4.0; и 10 А. Плавный пуск осуществляется по разным алгоритмам. Время пуска до 30 сек. ПБН-1, пускатель бесконтактный нереверсивный с плавным пуском с тепловой и токовой защитами. |
| 4 | УПП −160 УПП-250 Машиностроительный завод, Ульяновск                                   | Устройство плавного пуска асинхронного электродвигателя (нереверсивное) на токи 160 и 250 А. Плавный пуск реализуется по разным алгоритмам. Время пуска до 30 с. |
| 5 | ПБНШ- 160 ПБНШ −250 Машиностроительный завод, Ульяновск                                | Пускатели бесконтактные нереверсивные для пуска асинхронных электродвигателей с шунтирующим контактом на токи 160 и 250 А. Пускатели имели меньшие габариты и вес, поскольку площадь охлаждающих тиристоры радиаторов резко уменьшилась. После плавного разгона асинхронного электродвигателя шунтирующий контактор шунтировал тиристорный пускатель и подключал электродвигатель непосредственно к сети. |
| 6 | ПБМН — 160 ПБМН- 250 Машиностроительный завод, Ульяновск                               | Пускатели бесконтактные нереверсивные с микропроцессорным управлением для пуска асинхронных электродвигателей на токи 160 и 250 А. Алгоритм пуска задаётся микропроцессором. |
| 7 | БРО-1 БРО-2 Опытный завод ОАО «Электропривод» и опытное производство ООО «Электропром» | Блок регулятора освещения. Блок обеспечивал поддержание напряжения на светильниках на объектах (буровые установки) от сети 220 В в пределах ± 10 %, при колебаниях сетевого напряжения ± 20 % и температуре окружающей среды — 60, +40 °С. Ток нагрузки, обеспечиваемый регуляторами, соответственно равен 6 и 10 А. Таких блоков было изготовлено более 600 шт. |
| 8 | Проходные предохранители ПП Опытное производство ОАО «Электропривод»                   | Проходные предохранители предназначены для защиты от перегрузок светильников установленных на опорах столбов, освещающих улицы и шоссе. Было изготовлено около 200 тысяч предохранителей. |

С учётом электроприводов «Москва», «Ставрополь 1» и «Ставрополь 2» Брагилевским было разработано и организовано серийное производство 12 сложнейших электротехнических изделий по ТУ 16 и заводским ТУ.

#### Разработка изделий по хозяйственным договорам
Некоторые из множества изделий, разработанных и выполненных по хозяйственным договорам, также заслуживают внимания.
- Электропривод стана «Георг». Выполнен на базе электропривода ТПЕ. Электрооборудование стана вырубки железа трансформаторной стали «ГЕОРГ» разработано ВНИИЭлектропривод по постановлению Министерства электротехнической промышленности. Стан пущен на Трансформаторном заводе им. Куйбышева в Москве.
- Электропривод листоформовочного стана в г. Люберцы. Обеспечивал размотку рулона, перемещение профильного листа, плавную остановку и обрезку листа до заданного размера с требуемой точностью.
- Транзисторный электропривод постоянного тока типа ЭТР-1, мощностью до 1 кВт, на напряжение 110 и 220 В. Диапазон регулирования скорости — 100. Заказчику было поставлено более 100 комплектов.
- Типография. Электропривод печатающего станка. Материал, на котором печаталась информация (бумага, фольга и др.), подавался с изменяющимся заданием длины. Высокая скорость и высокая точность.
- Электропривод мяльно-трепального агрегата, Иваново. Лен обрабатывался на пяти участках агрегата, оснащённых отдельными приводами.
- Электропривод широко портальной МТР «Кристалл» (9 метров).

#### Шкаф управления «Вечным огнём» в Александровском саду Кремля, Москва

Вечный огонь у Могилы Неизвестного Солдата в Александровском саду, Москва

Шкаф введён в эксплуатацию в 2003 году. Он обеспечивает поддержание огня в любых экстремальных условиях. Реализует плавный нагрев, постоянный ток нагрева платиновой нити, переключение на другой фидер питающего напряжения при пропадании питающего. Работает во всем диапазоне внешней температуры от +40 до −40 °C, и при колебаниях напряжения и влажности Московского региона. Установлен на улице.

#### Участие в научно-исследовательских работах по разработке гибридного интегрального электропривода
В 1980—1990 годы во ВНИИЭлектропривод по инициативе Кутлера Н. П. проводились научно-исследовательские работы по разработке гибридного интегрального электропривода. Для этого была создана специальная лаборатория.
Лаборатория разработала электропривод постоянного тока на 110 вольт и 50 ампер, который по габаритам был в пять раз меньше аналогичного серийного электропривода. Габариты электропривода составляли 240×120×200 мм, а его вес — 2,5 кг. Электрические схемы электропривода были разработаны лабораторией под руководством Брагилевского.

#### Разработка тиристорного бесконтактного пускателя для сетей наружного освещения Москвы
В 2000 году по заказу "Мосгорсвета" в лаборатории под руководством Брагилевского был впервые в Москве разработан тиристорный бесконтактный пускатель с тремя независимыми каналами, заменяющий традиционные контактные пускатели. Устройство было установлено в шкафу питания сетей наружного освещения в районе улицы Пермская и Открытого шоссе.
Пускатель обеспечивал включение вечернего уличного освещения на трех улицах с токами до 160 А как по команде диспетчера, так и в автоматическом режиме. Его внедрение позволило значительно повысить надежность работы сетей наружного освещения.

#### Участники в совместных разработках
Совместно с Брагилевским непосредственное участие в перечисленных разработках принимали руководители: Юньков М. Г., Слежановский О. В., Кочетков В. Д., Абрамов Б. И., Кутлер Н. П., а также активно учувствовали Аккуратнов А. Б., Антонов Г. А., Бадин К. Д., Богданов В. М., Васильев В. С., Вигдорчик Ю.И, Горшенин Н. А., Гофман В. А., Завадский Ю. Е., Зайцева В. В., Иванов А. В., Иванов В. К., Иванин В. И., Карасев В.В, Коваль А. А., Колин В. В., Лесниковский А. Е., Матвеев И. М., Меламед Л. Р., Мирончук А. Д., Никифоров Н. М., Овчинников К. Н., Орешкин В. Л., Порываева О. М., Попкин В. Б., Прохорова Н. В., Ситниченко В. М., Трофимов А. А., Федотов А. С., Федоров А. М., Федотов В. А., Швец С. А., Шарафутдинова Т. Н., Чаплинский В. А. и др.

#### Управление качеством и стандартизацией
С 2004 года в ОАО «Электропривод», а с 2010 года в ООО «Электропром» Брагилевский занимался внедрением и обеспечивал работоспособность системы менеджмента качества в соответствии с ГОСТ Р ИСО 9001. С его непосредственным участием в ОАО «Электропривод» было разработано 14 стандартов предприятия СТП (СТП ЭП, 2005 год) и 18 стандартов предприятия ООО «Электропром» (СТП ЭПК, 2011 год) и 14 стандартов организации (СТО ЭПК, 2017—2019 годы). Им курировалась разработка положений об НПЦ, отделах, должностных инструкций, он обеспечивал поверку электроизмерительных приборов и отвечал за проведение внешних и внутренних аудитов.

## Научная работа
В мае 1982 года Брагилевский защитил диссертацию по теме «Исследование и разработка электроприводов с фотоэлектрическим управлением для автоматизации производственных процессов».
Брагилевский является автором и соавтором 25 статей и докладов, опубликованных в ведущих научно технических журналах и 10 авторских свидетельств.
Основные результаты работ докладывались и обсуждались на Всесоюзных и международных конференциях по автоматизации производственных процессов.

## Общественная работа
- Участник рабочей группы по подготовке ВЭЛК — 99 (Всероссийский электротехнический конгресс с международным участием с 28.06 — 03.07.1999 год).
- Учёный секретарь Всесоюзных и международных научно-технических конференций по автоматизированному электроприводу (Первой международной и 12 Всероссийской, 26-28.09.1995 г., Санкт — Петербург; второй международной 13 Всероссийской, 23-25.09.1998 г., Ульяновск; Третьей международной и 14 Всероссийской, 12-14.09.2001 г., Нижний Новгород).[6]

## Награды
За многолетний добросовестный труд и высокие достижения в работе Брагилевский награждён следующими наградами:
- Медаль «За доблестный труд. В ознаменование 100-летия со дня рождения Владимира Ильича Ленина». 1970 г.
- Медаль «Ветеран труда». 1976 г.
- Медаль «В память 800-летия Москвы́»
- Знак «Изобретатель СССР»
- Занесён в книгу почёта «ВНИИЭлектропривод»
- Многократный победитель социалистического соревнования

## Патенты
1. Бадин К. Д., Брагилевский Е. Л., Матвеев И. М., Федоров А. М., Федотов А. С. — «Газорежущая машина», МПК B23K7/10, Документ SU 190768 A1 1966.12.29[7]
2. Бадин К. Д., Брагилевский Е. Л., Матвеев И. М., Меламед Л. Р., Федотов А. С. — «Способ программного управления фотокопировальными работами», МПК B23Q35/04, Документ SU 192600 A1 1967.02.06[8]
3. Брагилевский Е. Л., Бадин К. Д., Ратнер О. М., Федотов А. С., Чаплинский В. А. — «Устройство для автоматического торможения фотокопировальной следящей системы», МПК G05B7/00, Документ SU 222763 A1 1968.10.29[9]
4. Бадин К. Д., Брагилевский Е. Л., Васмут А. С., Иванов А. В., Матвеев И. М. и др. — «Двухкоординатное фотоэлектрическое фазоимпульсное копировальное устройство», МПК B23Q35/40, Документ SU 259606 A1 1969.12.12[10]
5. Брагилевский Е. Л., Мулин А. И., Иванов А. В., Бадин К. Д., Груднев В. Г. — «Следящий привод», МПК G05B11/01, Документ SU 758066 A1 1980.08.23[11]
6. Завадский Ю. Е., Брагилевский Е. Л., Кутлер Н. П., Кузнецова В. И. — «Устройство для контроля нулевых значений тока трехфазного мостового реверсивного преобразователя», МПК H02M7/12, Документ SU 760391 A1 1980.09.02[12]
7. Аржанов В. В., Брагилевский Е. Л., Фадеев В. С. — «Электропривод постоянного тока», МПК H02P5/06, Документ SU 1181106 A1 1985.09.23[13]
8. Завадский Ю. Е., Брагилевский Е. Л., Доброславский В. В. и др. — «Способ формирования трехфазного напряжения, подводимого к асинхронному электродвиготелю при питании его от однофазной сети», МПК H02P1/30, Документ RU 2017318 C1 1994.07.30[14]
9. Завадский Ю. Е., Брагилевский Е. Л., Доброславский В. В., Коваль А. А. и др. — «Устройство для управлением электроприводом», МПК H02P1/30, Документ RU 2035840 C1 1995.05.20[15]
10. Завадский Ю. Е., Брагилевский Е. Л., Доброславский В. В. и др. — «Устройство для управления электроприводом», МПК H02M7/00, Документ RU 92014154 A 1995.07.20[16]